# الانگولام، تیرانلولی
الانگولام، تیرانلولی (به انگلیسی: Alangulam, Tirunelveli) یک منطقهٔ مسکونی در هند است که در تامیل نادو واقع شده‌است.

## خصوصیات
الانگولام ۲۰٬۹۴۸ نفر جمعیت دارد و ۱۲۷ متر بالاتر از سطح دریا واقع شده‌است.